# Néstor Leal
Ernesto Leal Moreno (Maracaibo; 14 de abril de 1936-Caracas; 5 de mayo de 2021) fue un ensayista y crítico literario venezolano, integrante del Grupo Literario Apocalipsis.

## Biografía
Nació en Maracaibo el 14 de abril de 1936. Escritor -poeta, ensayista, crítico, antologista y traductor-, periodista, editor y gestor cultural. Cursó estudios superiores en la Universidad de La Sorbona y la Escuela del Louvre, en París, Francia, donde residió entre los años 1958 y 1964.
Fue miembro fundador del grupo literario Apocalipsis (1955), junto a Hesnor Rivera, César David Rincón, Atilio Storey Richardson, Miyó Vestrini y otras  figuras de la poesía, los que irrumpieron en la literatura del estado Zulia, al implantar el surrealismo. Recibió mención del concurso de poesía estadal (1956) con De la lluvia, primer premio en el mismo concurso (1957) con De la muchacha y el amor y premio nacional de poesía universitaria (1957).
Fue traductor al español de obras literarias francesas, inglesas e italianas. Ejerció como director de la Casa de la Cultura y del Instituto Zuliano de la Cultura Andrés Eloy Blanco, director de las páginas de Artes y Letras del Diario Panorama y redactor de la columna Los libros que usted va a leer, de la revista dominical Séptimo día de El Nacional.
Ejecutó una gran actividad en la revista Respuesta con sus crónicas, rescatando atreves de la crítica literaria, meritorias figuras del acaecer literario regional, además de realizar crítica de arte y otros elementos culturales. Fue el fundador del fondo editorial Autores y Temas Zulianos de la Secretaría de Cultura del estado Zulia y Corpozulia, al igual que editor de sus primeros libros, coordinador del taller literario del Centro de Bellas Artes y director general de Monte Ávila Editores (1984-1989).
Se consagró al estudio de la poesía venezolana e hispanoamericana, a recabar costumbres, tradiciones, anécdotas y personajes populares de Maracaibo, efectuar ediciones de obras del pasado e investigar el fenómeno del bolero.

## Obra
- Boleros: la canción romántica del Caribe (1930-1960). Caracas: Grijalbo, 1992, p. 274. (Colección «Hora y Deshora»).
- Cuerpos desnudos, lechos ardientes: poesía erótica venezolana. Caracas: Grijalbo, S.A., 1996, p. 262. ISBN 9802932035, ISBN 9789802932030